# Viens nager
Pour plus de détails, voir Fiche technique et Distribution.
Viens nager (Come Swim) est un court métrage américain, sorti en 2017, écrit et réalisé par Kristen Stewart, actrice et égérie de marques de mode.

## Synopsis
Viens nager est "un diptyque"  de la journée d'un homme; portraits à la fois impressionnistes et réalistes,.

## Fiche technique
- Titre original : Come Swim
- Réalisation : Kristen Stewart

## Distribution
La première projection au Festival du film de Sundance 2017 est le 19 janvier 2017.

## Production
L'idée du film, "est ancré dans" une peinture par Stewart "d'un homme qui se réveille de son sommeil".
Stewart, en collaboration avec le producteur de films David Ethan Shapiro et B. Joshi d’Adobe Inc., a innové une technique décrite comme transfert de style neuronal,.